# هفت ياران
هفت ياران هي قرية في مقاطعة أصفهان، إيران. يقدر عدد سكانها بـ 19 نسمة بحسب إحصاء 2016.